# Stenostygnus
Stenostygnus is een geslacht van hooiwagens uit de familie Biantidae.
De wetenschappelijke naam Stenostygnus is voor het eerst geldig gepubliceerd door Simon in 1879. 

## Soorten
Stenostygnus is monotypisch en omvat slechts de volgende soort:
- Stenostygnus pusio